# Poruchy autistického spektra
Jako poruchy autistického spektra (PAS) se označuje řada poruch nervového systému, které zahrnují autismus, Aspergerův syndrom a další související stavy. Dnes již tyto poruchy nejsou oddělenými diagnózami, jde o jedinou poruchu, a to poruchu autistického spektra. Lidé s PAS jsou často velmi citliví na smyslové podněty a vyznačují se dvěma typy symptomů: problémy se sociální interakcí a v sociální komunikaci a také omezenými, opakujícími se vzorci chování, zájmů nebo činností. Dlouhodobě mohou mít obtíže při plnění každodenních úkolů, vytváření a udržování vztahů i udržení zaměstnání.
Diagnóza je založena na symptomech, které jsou obvykle rozpoznány mezi prvním a druhým rokem věku. Pátá revize Diagnostického a statistického manuálu duševních poruch (DSM-5) předefinovala poruchy autistického spektra tak, aby zahrnovaly předchozí diagnózy autismu, Aspergerova syndromu, nespecifikované pervazivní vývojové poruchy (PDD-NOS) a dětské disintegrační poruchy. Nově tedy, oproti DSM-IV, nejde o jednotlivé poruchy, nýbrž o jediný pojem, a to Porucha autistického spektra, v rámci níž můžeme pouze rozlišovat, do jaké míry je konkrétní autista jednotlivými symptomy postižen.
Příčina poruchy autistického spektra není zcela jasná, ale mezi rizikové faktory patří starší rodiče, rodinná anamnéza autismu a genetické příčiny. Metaanalýzy studií dvojčat ukázaly, že PAS vykazují dědičnost mezi 64 % a 91 %.
Termín „spektrum“ může odkazovat jak na rozsah symptomů, tak na jejich závažnost, kvůli čemuž někteří považují za důležité rozlišovat mezi nejvážněji postiženými autisty, kteří nemohou mluvit nebo se o sebe starat, a autisty „vysoce funkčními“, jako je například Američanka Temple Grandinová, kterou v roce 2010 zařadili do seznamu Time 100 v kategorii Hrdinové jako mluvčí autismu. Mnoho autistů, kteří jsou schopni komunikovat s alistiky (neautistickými osobami), a to včetně několika významných osob v aktivistické komunitě autismu a některých rodičů, tento systém „funkčních popisků“ nicméně odmítlo. Hnutí za práva autistů vyzývá společnost, aby přijala toleranci k neurodiverzitě za svou tím, že se na autistické spektrum má pohlížet jako na pouhou variaci normálního lidského fungování spíše než jako na „poruchu“, která by se měla „vyléčit“.
Lékařský přístup je všeobecně individuální a může zahrnovat behaviorální terapii a výuku dovedností ke zvládání situací. Ke zlepšení symptomů se mohou používat léky, ale existuje jen málo důkazů o jejich účinnosti. Vysoce funkční autisté mohou zmenšit sílu příznaků tím, že se naučí přizpůsobit se prostředím, která jim jsou nepříjemná nebo jež obtížně zvládají (například nošení sluchátek při přecitlivělosti na hluk).
Odhaduje se, že spektrum autismu postihuje přibližně 1 % lidí (v roce 2015 globálně 62,2 milionu). Muži jsou diagnostikováni častěji než ženy.
Od 70. let 20. století vzrostla ve všech vyspělých zemích frekvence diagnózy poruch autistického spektra téměř padesátinásobně, ale ještě v roce 2019 nebylo známo, proč k tomuto zvýšení dochází.

## Klasifikace
Ve Spojených státech byla revize poruchy autistického spektra (PAS) prezentována v Diagnostickém a statistickém manuálu duševních poruch verze 5 (DSM-5), vydaném v květnu 2013. Nová diagnóza zahrnuje předchozí diagnózy autistické poruchy, Aspergerův syndrom, dětskou desintegrační poruchu a PDD-NOS. Ve srovnání s diagnózou autistické poruchy podle DSM-IV již diagnóza PAS podle DSM-5 nezahrnuje komunikaci jako samostatné kritérium a slučuje sociální interakci a komunikaci do jedné kategorie. V jiných zemích se používají mírně odlišné diagnostické definice. Ve Velké Británii a Evropské unii je nejčastěji používanou diagnostickou příručkou Mezinárodní statistická klasifikace nemocí a přidružených zdravotních problémů, verze 10 (MKN-10). Namísto kategorizace těchto diagnóz přijal manuál DSM-5 k diagnostice poruch, které spadají pod autistické spektrum, dimenzionální přístup. Někteří navrhli přístup, při kterém jednotlivci na autistickém spektru mohou být lépe označeni jako jediná diagnostická kategorie. V rámci této kategorie navrhl DSM-5 pohlížet na každého jednotlivce podle rozsahu závažnosti poruchy i souvisejících vlastností (tj. podle známých genetických poruch a mentálního postižení).
Další změna DSM zahrnuje sloučení sociálních a komunikačních deficitů do jedné oblasti. Jedinec s diagnózou PAS tedy bude popsán z hlediska závažnosti symptomů sociální komunikace, závažnosti fixovaného nebo omezeného chování nebo zájmů a souvisejících vlastností. Omezení věku nástupu poruchy bylo také zmírněno ze 3 let věku na „rané vývojové období“ s poznámkou, že symptomy se mohou projevit později, až když společenské požadavky převyšují schopnosti.
Autismus tvořil jádro poruch autistického spektra. Aspergerův syndrom byl autismu nejbližší v symptomech a pravděpodobných příčinách; podle starších DSM-4 kritérií lidé s Aspergerovým syndromem na rozdíl od autistů obvykle nemají žádné významné zpoždění ve vývoji jazyka. PDD-NOS se diagnostikuje, pokud nejsou splněna kritéria pro specifičtější poruchu. Některé zdroje také zahrnují Rettův syndrom a dětskou dezintegrační poruchu, které mají několik znaků společných s autismem, ale mohou mít nesouvisející příčiny; jiné zdroje je odlišují od PAS, ale všechny výše uvedené stavy zařazují do pervazivních vývojových poruch .
Autismus, Aspergerův syndrom a PDD-NOS se někdy nazývají autistickými poruchami namísto PAS, zatímco autismus sám o sobě se často nazývá autistickou poruchou, dětským autismem nebo infantilní autismus. Ačkoli se starší termín pervazivní vývojová porucha a novější termín poruchy autistického spektra velmi nebo zcela překrývají, první z nich měl popisovat specifickou sadu diagnostických prvků, zatímco druhý se odkazuje na předpokládanou poruchu spektra a spojuje různé stavy. PAS je podmnožinou širšího fenotypu autismu (broader autism phenotype, BAP), který popisuje jednotlivce, kteří nemusí mít PAS, ale mají autistické rysy, jako je vyhýbání se očnímu kontaktu.

## Charakteristiky
Podle DSM-5 je autismus charakterizován přetrvávajícími deficity v sociální komunikaci a interakci v mnoha kontextech, stejně jako omezenými, opakujícími se vzorci chování, zájmů nebo aktivit. Tyto deficity jsou přítomny v raném dětství a vedou ke klinicky významným funkčním nedostatkům. Existuje také jedinečná forma autismu zvaná autistický savantismus neboli syndrom učence, kdy dítě může vykazovat výjimečné schopnosti v hudbě, umění a číslech. Sebepoškozující chování se nepovažuje za základní charakteristiku lidí s PAS, ale přibližně 50% osob s PAS nějaký typ sebepoškozování provádí (bouchání hlavy, kousání se apod.) a jsou jím více ohroženy než jiné skupiny s vývojovým postižením.
Mezi další charakteristiky PAS patří stereotypní a opakované chování, které zahrnuje velký rozsah specifických gest a projevů, a může dokonce vykazovat jisté rysy chování definovaného v Diagnostickém a statistickém manuálu duševních poruch.
Aspergerův syndrom byl odlišen od autismu v manuálu DSM-IV tak, že osoba nevykazuje zpoždění nebo deviace v raném vývoji jazyka. Navíc u jedinců s diagnostikovaným Aspergerovým syndromem nedochází k významnému zpoždění kognitivních funkcí. PDD-NOS se považuje za „podprahový autismus“ a „atypický autismus“, protože byl často charakterizován mírnějšími symptomy autismu nebo symptomy pouze v jedné doméně (např. obtíže v sociální oblasti). Manuál DSM-5 eliminoval čtyři oddělené diagnózy: Aspergerův syndrom, pervazivní vývojovou poruchu, která není jinak specifikovaná (PDD-NOS), dětskou disintegrační poruchu a autistickou poruchu, a sloučil je pod diagnózu „porucha autistického spektra“.

### Charakteristiky chování
Porucha autistického spektra zahrnuje širokou škálu charakteristik, které zdravotnickým pracovníkům ukazují, že osoba má tuto poruchu. Některé z nich zahrnují behaviorální charakteristiky, které se pohybují na škále od pomalého rozvoje sociálních a vzdělávacích dovedností až po potíže s vytvářením vztahů s lidmi kolem. Tyto obtíže se mohou vyvinout při vytváření vztahů v důsledku úzkostí nebo deprese, ke kterým mají lidé s autismem větší sklony, a následně se izolují. Další rysy chování zahrnují abnormální odezvy na pocity, které zahrnují, ale nejsou omezeny jen na zrakové vjemy, zvuky, dotek a vůni a problémy s udržováním rytmu řeči. Problém s udržováním rytmu řeči ovlivňuje sociální dovednosti, které člověk má, protože mu partner v komunikaci nemusí snadno porozumět. Charakteristiky chování, které vykazují osoby s poruchou autistického spektra, obvykle ovlivňují vývoj, jazyk a sociální kompetence. Behaviorální charakteristiky osob s poruchou autistického spektra lze chápat jako poruchy vnímání, poruchy vývoje, vztahů, řeči a jazyka a pohyblivosti.

### Vývoj
Předpokládá se, že porucha autistického spektra se řídí dvěma možnými vývojovými cykly, ačkoli většina rodičů uvádí, že k nástupu příznaků došlo již v prvním roce života. První má postupnější charakter, ve kterém rodiče uvádějí znepokojení nad vývojem v průběhu prvních dvou let života a diagnóza je určena ve věku 3–4 let. Některé z prvních příznaků PAS v tomto směru zahrnují málo pohledů do tváře, neotočení se při vyvolání jména, neschopnost ukázat zájem ukázáním a zpožděnou imaginativní hru.
Druhý možný průběh vývoje je charakterizován normálním nebo téměř normálním vývojem následovaným ztrátou těchto dovedností nebo i regresí v prvních 2–3 letech. Regrese může nastat v různých oblastech, včetně komunikačních, sociálních, kognitivních a svépomocných dovedností, nicméně nejběžnější regresí bývá ztráta jazyka.
Na základě těchto dvou vývojových kurzů pokračuje debata o rozdílových výsledcích. Některé studie naznačují, že regrese je spojena s horšími výsledky, kdežto jiní neuvádějí žádné rozdíly mezi autisty s raným postupným nástupem a těmi, kteří projdou regresním obdobím. Zatímco existují konfliktní důkazy provázející jazykové vlivy PAS, některé studie ukázaly, že kognitivní a jazykové schopnosti ve věku 2½ roku mohou pomoci předvídat jazykové znalosti a produkci po 5. roce věku. Literatura všeobecně zdůrazňuje důležitost včasné intervence, aby bylo možné dosáhnout dlouhodobých pozitivních výsledků.

### Sociální dovednosti
Sociální dovednosti představují pro jedince s PAS největší výzvy. Vede to k problémům s romantickými vztahy, v přátelstvích, každodenním životě i profesní úspěšnosti. Manželství jsou u lidí s PAS méně obvyklá. Mnohé z těchto výzev jsou spojeny s jejich atypickými vzory chování a komunikace. Je běžné, že děti a dospělí s autismem zažívají potíže v sociálních interakcích, protože jim nejde dobře budovat vztahy se svými vrstevníky. Všechny tyto potíže vyplývají z kognitivních poruch. Obtíže v tomto procesu myšlení se nazývají „teorie mysli“ nebo „slepota mysli“, což se vykládá tak, že mysl má potíže s myšlenkovým procesem a přitom si je toho, co se kolem děje, vědoma. Teorie mysli úzce souvisí s praktickými obtížemi dětí s autismem.
Tyto obtíže se sociálními dovednostmi a následnými společenskými vztahy u normálních vrstevníků vedou k vývoji jistých mechanismů pro zvládání situací v sociálních situacích, procesu známému jako autistické maskování. Mezi takové mechanismy patří soustředěné upírání zraku mezi oči člověka (aby se imitoval pohled do očí), časté opakování naučených frází, aby autista zůstal v proudu konverzace, anebo použití smíchu, přestože si není jist, proč by se smát měl. Tento postup mohou využívat někteří vysoce funkční autisté, protože jim může umožnit snazší společenskou integraci a také mohou člověku pomoci vyhledat pracovní příležitosti a udržovat lepší sociální vztahy s vrstevníky. Využívání maskovacích technik však mívá vliv na zdraví – zvýšené riziko vzniku úzkostí, depresí a mentálního vyčerpání, pokoušejí-li se udržet dojem běžné sociální interakce.

### Komunikační dovednosti
Komunikační obtíže jsou obecně charakterizovány poruchami týkajícími se sdílené pozornosti a sociální reciprocity, výzvami spojenými s verbálními jazykovými narážkami a špatnými neverbálními komunikačními schopnostmi, jako jsou smysluplná gesta, výrazy obličeje a nedostatek očního kontaktu. Jazykové chování často pozorované u dětí s autismem může zahrnovat opakované nebo tuhé vyjadřování, specifické zájmy při konverzaci a atypický jazykový vývoj. PAS je komplexní pragmatická porucha jazyka, která výrazně ovlivňuje komunikační dovednosti. U mnoha dětí s PAS se jazykové dovednosti rozvíjí nerovnoměrným tempem, kdy snadno pojmou některé aspekty komunikace, ale nikdy se nerozvinou v dalších ohledech. V některých případech zůstávají děti po celý život naprosto neverbální, i když se jejich úroveň gramotnosti a neverbálních komunikačních dovedností liší.
Někdy nechápou řeč těla nebo sociální podněty, jako je oční kontakt a výrazy obličeje, pokud poskytují více informací, než osoba dokáže zpracovat. Podobně mají problémy s rozpoznáním jemných projevů emocí a identifikací toho, co pro danou konverzaci znamenají různé emoce. Bojují s porozuměním kontextu a s podtextem konverzačních či psaných situací a mají problémy s formulací závěrů vyplývajících z obsahu. Výsledkem také bývá nedostatek sociálního povědomí a zvláštní jazyková vyjádření.
Jednotlivci s PAS také často vyjadřují velký zájem o konkrétní téma, vedou monologické jakoby přednášky o tom, co je velmi zajímá namísto toho, aby umožnili vzájemnou komunikaci. To, co vypadá jako angažovanost či naopak lhostejnost vůči ostatním, pramení z námahy o to, aby si uvědomili nebo si pamatovali, že jiní lidé mají svou vlastní osobitost, názory a zájmy. Schopnost zaměřit se v komunikaci do hloubky na jedno téma je známa jako monotropismus a může být přirovnána k tunelovému (bezperifernímu) vidění v mysli lidí s PAS. Jazykové vyjádření osob na autistickém spektru je často charakterizováno opakovaným a rigidním jazykem. Děti s PAS během interakce často opakují určitá slova, čísla nebo fráze, slova nesouvisející s tématem konverzace. Mohou také vykazovat stav zvaný echolálie, ve kterém reagují na otázku opakováním dotazu namísto odpovědi. Toto opakování však může být formou smysluplné komunikace, tedy způsobem, jakým se jednotlivci s PAS snaží vyjádřit nedostatek porozumění nebo znalosti týkající se odpovědi na otázku.
Nejenže autistické děti vykazují potíže s verbálním jazykem, ale také při komunikaci projevují neverbální chování. Tyto neverbální signály chování se nazývají paralingvistické rysy komunikace. Jsou to dodatky k vyjádřeným slovům, které pomáhají určit pocity nebo myšlenky osob na dané téma. I když vám možná říkají, že se na něco zlobí, mohou také rychlými pohyby rukou ve vzduchu vyjadřovat svůj hněv. Tyto signály zahrnují tělesný kontakt, blízkost, držení těla, kývnutí hlavy a pohledy. Existuje mnoho běžných tělesných kontaktních signálů, které vyjadřují lidé s autismem, ale nejčastější jsou pozdravy a rozloučení. Ty mohou zahrnovat mávání rukou signalizující ahoj nebo sbohem. Když mluvíte, mají jednotlivci s PAS tendenci stát k vám blíže. Je důležité vědět, že pokud se osoba s PAS během konverzace posune směrem k vám, snaží se ukončit diskusi nebo se snaží změnit téma hovoru. Držení těla u osoby s PAS může naznačovat emocionální stav, ve kterém se nachází. Pokud je shrbena, člověk může pochopit, že jsou naštvaní nebo ve stresu z něčeho, co se v jejich životě děje. Pokývnutí hlavou vyjadřuje spojení s mluvou. Pokud člověk jednou nebo dvakrát přikývne hlavou, rozumí tomu, co říkáte a chápe téma, o kterém se vede řeč, a co se o něm říká. Pokud přikývnou víc než jednou, je možné, že by osoba s autismem chtěla něco říct a zapojit se do rozhovoru. Dívání se na jinou osobu, zatímco tato mluví, může být chápáno jako „rozumím“ u těch, kteří nemají PAS, zatímco ti s PAS to tak nemusí mít. Naopak by se při rozhovoru mohli odvrátit a strávit většinu času s očima zaměřenýma jiným směrem než na komunikačního partnera. Lidé s autismem se mohou lišit ve svých neverbálních komunikačních signálech v závislosti na typu poruchy autistického spektra, kterou mají.

### Autistický meltdown
U osob na autistickém spektru se poměrně často objevuje druh chování známý jako meltdown. V doslovném anglickém překladu to znamená „roztavení“, termín se však do češtiny zpravidla nepřekládá, případně se lze setkat s opisnými pojmy jako např. „afektivní zhroucení“. Meltdown je druh chování, který zejména u malých dětí může být snadno zaměněn za obyčejný záchvat vzteku (tantrum), lidově řečeno „rapl“. Obojí se navenek se může projevovat nezastavitelným a nekontrolovaným vztekem, pláčem, agresivním chováním, sebepoškozováním apod. Na rozdíl od běžného záchvatu hněvu či „trucovitosti“ se však nejedná o manipulativní strategii k dosažení nějakého žádaného cíle, například zakoupení hračky. Příčiny meltdownu u osob s PAS vychází obecně z jejich nadměrného zahlcení, a to smyslové, kognitivní či společenské povahy. Příkladem může být autista s přecitlivělostí na dotyky a zvuky, který dostane meltdown na přeplněném vlakovém nádraží pod náporem spousty hlasitých zvuků a otírání cizích lidí. Nemusí se však jednat jen o takovouto krátkodobou situaci, pocit frustrace pomalu vedoucí k meltdownu se může sčítat klidně i několik dní.
Meltdown se může vyskytovat prakticky v jakémkoli věku, ačkoli dospělí autisté už mohou lépe znát své spouštěče, kterým se vědomě snaží vyhnout, případně eliminují riziko meltdownu různými strategiemi, například sluchátky blokujícími hluk. I pro rodiče dětí s PAS je samozřejmě žádoucí, aby identifikovali časté spouštěče meltdownu, uzpůsobili tomu denní rutinu dítěte a v případě propuknutí sebe i své dítě naučili vhodné strategie, jak tento potenciálně nebezpečný stav šetrně zvládnout a jak mu propříště předcházet.

### Autistický shutdown
Podobným jevem je také shutdown, který obecně vychází ze stejných příčin jako meltdown, tedy z nadměrné stimulace, avšak projevuje se naprosto odlišně – „vypnutím“. Může se opět projevovat různými způsoby, například silnou letargií, lehnutím si na zem, neschopností se hýbat, nereagováním na oslovení, zhoršenou mluvou či nemluvením, stáhnutím se na tišší či temnější místo, disociací nebo dokonce usnutím.

## Příčiny
Zatímco dosud nebyly nalezeny specifické příčiny poruch autistického spektra, k jejich rozvoji může přispívat mnoho rizikových faktorů identifikovaných ve vědecké literatuře. Mezi tyto rizikové faktory patří genetika, prenatální a perinatální faktory, neuroanatomické abnormality a faktory prostředí. Je možné identifikovat obecné rizikové faktory, ale mnohem obtížnější je určit faktory konkrétní. Při současném stavu znalostí může být predikce pouze globální povahy, a proto vyžaduje použití obecných markerů.

### Genetické rizikové faktory
V roce 2018 se chápání genetických rizikových faktorů posunulo od fokusu na nemnoho alel k závěru, že genetické postižení v PAS je pravděpodobně rozptýlené a závisí na velkém počtu variant, z nichž některé jsou běžné a mají malý účinek, kdežto jiné jsou vzácné s velkým účinkem. Nejčastějším genem narušeným vzácnými variantami s velkými účinky se zdá být CHD8, ale takovou mutaci má méně než 0,5% lidí s PAS. Některé PAS jsou spojeny s jasně genetickými stavy, jako je syndrom křehkého X, nicméně křehké X má jen asi 2 % lidí s PAS.
V roce 2018 to vypadalo, že riziko PAS je dědičné někde mezi 74% a 93% a že poté, co jsou staršímu dítěti diagnostikovány PAS, 7–20% následujících dětí je pravděpodobně má také. Pokud rodiče mají dítě s PAS, mají 2% až 8% šanci mít i druhé dítě s PAS. Pokud je dítě s PAS identické dvojče, ostatní budou postiženi v 36 až 95%. Pokud se jedná o dvojčata bratry, druhý bude ovlivněn až do 31%.
Některé ze změn, které přispívají k rozvoji autistického spektra, jsou: SNV (varianty s jedním nukleotidem), indely (inserce-delece) a SV (strukturní varianty). Tyto asociace byly identifikovány pomocí studií celého genomu, jako jsou studie WGS (sekvenování celého genomu) a studie GWAS (analýza asociace genomů).
U poruch raného počátku, jako je autismus, byly jako rizikové faktory identifikovány mutace „de novo“. Jedna studie v průměru identifikovala 64 SNV a 5 indely de novo. Provedením analýzy těchto variant, porovnáním případů a kontrol, s přihlédnutím k SNV a indelám v 179 genech spojených s autismem nebo v jejich blízkosti studie ukázaly, že se zvyšuje relativní riziko mutací nebo variant mutací v promotorových oblastech a UTR (netranslatovaná oblast).
Identifikace SV se také ukázala jako velmi užitečná, protože strukturální změny v chromozomech jsou schopny změnit uspořádání genomu změnou jeho funkčnosti v závislosti na velikosti a oblasti, kterou ovlivňují.
Po analýze bylo identifikováno 98 785 SV, průměrně 5 843 variant na jednotlivce: 171 SV bylo de novo, častěji v zárodečné linii. Některé z těchto variant ovlivnily geny spojené s autismem, jako je vyvážená translokace genu GRIN2B nebo delece exonů 8, 9 a 10 genu CHD2.
Nebyly pozorovány žádné významné rozdíly, pokud jde o velikost určitých přestaveb v případech a kontrolách, a to navzdory skutečnosti, že došlo k mírnému nárůstu počtu v případech s kontrolou.
Všechny tyto genetické varianty přispívají k rozvoji autistického spektra, nelze však zaručit, že jsou pro vývoj determinantní.

### Prenatální a perinatální rizikové faktory
Mezi možnými rizikovými faktory autismu se uvádí několik možných prenatálních a perinatálních komplikací. Mezi tyto rizikové faktory patří mateřský těhotenský diabetes, mateřský a otcovský věk nad 30 let, krvácení po prvním trimestru, užívání léků na předpis (např. Valproát) během těhotenství a smolka v plodové vodě. Zatímco výzkum o vztahu těchto faktorů k autismu není přesvědčivý, každý z těchto faktorů byl identifikován častěji u dětí s autismem ve srovnání s jejich neautistickými sourozenci a dalšími normálně se vyvíjejícími mladými lidmi. I když není jasné, zda jednotlivé faktory během prenatální fáze ovlivňují riziko autismu, komplikace během těhotenství mohou představovat riziko.
Nízké hladiny vitaminu D v časném vývoji se hypoteticky považují za rizikový faktor autismu.

### Kontroverze očkování
V roce 1998 Andrew Wakefield vedl podvodnou studii, která tvrdila, že vakcína proti spalničkám, příušnicím a zarděnkám (MMR) může způsobit autismus. Tato hypotéza uváděla, že autismus vyplývá z poškození mozku způsobeného buď (1) samotnou vakcínou proti spalničkám, příušnicím, zarděnkám nebo (2) thimerosalem, konzervačním činidlem vakcíny. Žádný přesvědčivý vědecký důkaz však tyto tvrzení nepodporuje a další důkazy je stále vyvracejí, a to včetně pozorování, že míra autismu stále stoupá i přes vyloučení thimerosalu z rutinních dětských vakcín. Metaanalýza z roku 2014 zkoumala deset hlavních studií o autismu a očkovacích látkách, do nichž bylo zapojeno 1,25 milionu dětí na celém světě; dospěla k závěru, že ani MMR vakcína, která nikdy neobsahovala thimerosal, ani složky vakcíny thimerosal nebo rtuť nevedou k rozvoji PAS.

## Patofyziologie
Obecně platí, že neuroanatomické studie podporují koncept, že autismus může zahrnovat kombinaci zvětšení mozku v některých oblastech a zmenšení v jiných. Tyto studie naznačují, že autismus může být způsoben abnormálním růstem neuronů a prořezáváním v časných stadiích prenatálního a postnatálního vývoje mozku, přičemž některé oblasti mozku pak mají příliš mnoho neuronů a dalších oblasti zase příliš málo neuronů. Některé výzkumy zaznamenaly při autismu celkové zvětšení mozku, zatímco jiné naznačují abnormality v několika oblastech mozku, včetně frontálního laloku, zrcadlového neuronového systému, limbického systému, spánkového laloku a kalózního tělesa.
Ve studiích používajících funkční neurozobrazovací technikami, kdy se řeší teorie lidské mysli a odezvové úkoly na obličejové emoce, projeví průměrná osoba na autistickém spektru v primárních a sekundárních somatosensorických kortikách mozku méně aktivací než průměrný člen správně vzorkované kontrolní populace. Toto zjištění se shoduje se zprávami o abnormálních vzorcích tloušťky kortikálu a objemu šedé hmoty v oblastech mozku autistických osob.

### Zrcadlový neuronový systém
Systém zrcadlových neuronů (mirror neuron system, MNS) sestává ze sítě oblastí mozku, které se u lidí spojují s empatickými procesy. U lidí byl MNS identifikován v horním frontálním gyru a v dolním parietálním laloku a má se za to, že je aktivován během imitace nebo při pozorování chování. Spojení mezi dysfunkcí zrcadlových neuronů a autismem je pouze předběžné a je třeba zjistit, jak mohou být zrcadlové neurony spojeny s mnoha důležitými charakteristikami autismu.

### Propojení „společenského mozku“
O řadě samostatných oblastí mozku a sítí mezi oblastmi, které se podílejí na jednání s jinými lidmi, se diskutovalo společně pod záhlavím „společenského mozku“. Od roku 2012 existuje shoda, že autistické spektrum je pravděpodobně spojené s problémy s propojením mezi těmito oblastmi a sítěmi spíše než s problémy s nějakou specifickou oblastí nebo sítí.

### Temporální lalok
Vztah k mnoha nedostatkům pozorovaným u jedinců s PAS, jako je například receptivní jazyk, sociální kognice, sdílená pozornost, pozorování činností a empatie, mají funkce spánkového laloku. Spánkový lalok také obsahuje nadřazený temporální sulcus (superior temporal sulcus, STS) a tzv. fusiform face area (FFA), která umí zprostředkovat zpracování vnímání obličeje. Bylo konstatováno, že dysfunkce v STS je základem společenských deficitů, které autismus charakterizují. Ve srovnání s typicky se vyvíjejícími jedinci jedna studie fMRI zjistila, že jedinci s vysoce funkčním autismem měli při sledování snímků tváří sníženou aktivitu ve FFA.

### Mitochondriální dysfunkce
Existuje domněnka, že PAS by mohly být spojeny s mitochondriálním onemocněním (MD), což je základní buněčná abnormalita s potenciálem vyvolat poruchy v širokém spektru tělesných systémů. Nedávná metaanalytická studie a další populační studie ukázaly, že přibližně 5% dětí s PAS splňuje kritéria klasického MD. Není jasné, proč k MD dochází, když pouze 23% dětí s PAS i MD má abnormality mitochondriální DNA (mtDNA).

### Serotonin
Předpokládalo se, že zvýšená aktivita serotoninu ve vyvíjejícím se mozku může umožnit nástup poruchy autistického spektra, přičemž v šesti z osmi studií bylo zjištěno spojení mezi užíváním selektivních inhibitorů zpětného vychytávání serotoninu (SSRI) u těhotných matek a vývojem PAS u dítěte, jež bylo SSRI v prenatálním prostředí vystaveno. Studie nemohla s konečnou platností potvrdit, že SSRI způsobily zvýšené riziko PAS v důsledku zkreslení zjištěných v těchto studiích; autoři požadovali definitivnější, lépe provedené studie.

## Diagnóza

### Vědecky podložená hodnocení
PAS může být detekována již v 18 měsících věku a v některých případech dokonce i dříve. Spolehlivá diagnóza může být obvykle provedena ve věku dvou let. Rozmanité projevy symptomů PAS představují pro kliniky diagnostické výzvy. Jednotlivci s PAS se mohou vyskytovat v různých obdobích vývoje (např. batole, dítě nebo dospívající) a projevy symptomů se mohou v průběhu vývoje lišit. Kromě toho musí kliničtí lékaři rozlišovat mezi pervazivními vývojovými poruchami a mohou také zvážit podobné stavy, včetně mentálního postižení, které není spojeno s pervazivní vývojovou poruchou, specifickými jazykovými poruchami, ADHD, úzkostí a psychotickými poruchami.
Vzhledem k jedinečné problematice v diagnostice PAS byly pro jejich hodnocení Americkou akademií neurologie, Americkou akademií psychiatrie dětí a dospívajících a panelem konsensu se zastoupením různých profesních společností publikovány konkrétní postupy. Mezi ně patří počáteční screening dětí praktickými lékaři a u děti, které prvotní screening vyhodnotí jako rizikové, pak komplexní diagnostické hodnocení zkušenými klinickými lékaři. Dále bylo navrženo, aby byla zjištění u dětí s podezřením na PAS hodnocena v rámci vývojového rámce, aby zahrnovala informace od více respondentů (např. rodičů a učitelů) z různých kontextů (např. domov a škola) a využila multidisciplinární tým odborníků (např. klinických psychologů, neuropsychologů a psychiatrů).
Vzhledem k jedinečným výzvám v diagnostice PAS byly specifické parametry pro jejich hodnocení publikovány Americkou akademií neurologie, Americkou akademií dětí a dospívající psychiatrie a panelem konsensu se zastoupením různých profesních společností.
Pokud dítě vykazuje prvotní znaky o tendenci k PAS, psychologové využívají pro posouzení PAS řadu psychologických vyhodnocovacích nástrojů. Mezi těmito měřeními se za „zlaté standardy“ pro posuzování autistických dětí považuje revidovaný Pohovor pro diagnostiku autismu (ADI-R) a diagnostický pozorovací program pro autismus (ADOS). ADI-R je polostrukturovaný rozhovor s rodiči, který zkoumá příznaky autismu tím, že vyhodnocuje současné chování dítěte a jeho vývojovou historii. ADOS je polostrukturované interaktivní hodnocení symptomů PAS, které se používá k posouzení sociálních a komunikačních schopností. Vyvolává při několika příležitostech spontánní chování (např. oční kontakt) ve standardizovaném kontextu. Součástí hodnotící baterie PAS je obvykle řada různých dalších dotazníků (např. škála CARS, Vyhodnocení postupu léčby autismu ATEC) a testy kognitivních funkcí (např. test Peabody Picture Vocabulary Test).
Ve Spojeném království se k diagnostickému vyšetření používá Diagnostický pohovor pro poruchy sociálního chování a komunikace (DISCO), který byl vyvinut pro použití v Centru pro sociální a komunikační poruchy (Lorna Wing a Judith Gould) a slouží jako výzkumný nástroj pro děti a dospělé jakéhokoliv věku. DISCO je navržen tak, aby získal obraz celé osoby skrze příběh o jejich vývoji a chování. V klinické práci je primárním účelem dokázat porozumět specifickým dovednostem a poruchám, které jsou základem otevřeného chování. Pokud nejsou k dispozici žádné informace, musí klinik získat co nejvíce informací o současných dovednostech a vzorci chování osoby. Tento typ dimenzionálního přístupu k klinickému popisu je užitečný pro předepisování léčby.

### Komorbidita
Porucha autistického spektra má tendenci být vysoce komorbidní s jinými poruchami. Komorbidita se může zvyšovat s věkem a může zhoršovat vývoj mladistvých s PAS a ztěžovat intervenci/léčbu. Rozlišení mezi PAS a jinými diagnózami může být náročné, protože rysy PAS se často překrývají se symptomy jiných poruch a vlastnosti PAS způsobují, že tradiční diagnostické postupy jsou obtížné.
Nejběžnějším zdravotním stavem vyskytujícím se u jedinců s poruchami autistického spektra jsou záchvaty nebo epilepsie, která se vyskytuje u 11–39% jedinců s PAS. Tuberózní skleróza, zdravotní stav, při kterém v mozku a na jiných životně důležitých orgánech rostou nezhoubné nádory, se vyskytuje u 1-4% jedinců s PAS.
K nejčastějším komorbidním poruchám s PAS patří mentální postižení. Nedávné odhady naznačují, že 40–69% osob s ASD má určitý stupeň mentální retardace, u žen s větší pravděpodobností závažného postižení. Řada genetických syndromů způsobujících mentální postižení může být s PAS také komorbidní, a to včetně syndromu křehkého X, Downova syndromu, Prader-Williho a Angelmanových syndromů a Williamsova syndromu.
Vysoce komorbidní u jedinců s PAS jsou také poruchy učení: přibližně 25–75% jedinců s PAS má také určitý stupeň poruchy učení.
Tendenci koexistovat s poruchami autistického spektra mají také různé úzkostné poruchy, a to s celkovou mírou komorbidity 7–84%. Míra komorbidní deprese u jedinců s PAS se pohybuje v rozmezí 4–58%. Vztah mezi PAS a schizofrenií zůstává kontroverzním subjektem v rámci pokračujícího vyšetřování; nedávné metaanalýzy zkoumaly genetické, environmentální, infekční a imunitní rizikové faktory, které mohou oba stavy sdílet.
PAS jsou často spojeny s problémy s chováním, jako jsou potíže s držením se instrukcí, se spoluprací a děláním věcí na základě podmínek vytyčených jinými. Součástí diagnózy PAS mohou být i symptomy podobné symptomům u poruch pozornosti s hyperaktivitou (ADHD).
Komorbidní s PAS bývá také porucha senzorické integrace, s mírou komorbidity 42–88%.

## Léčba
Na autismus neexistuje žádný známý lék, ačkoli u některých se s velkou pravděpodobností symptomy časem zmírní. Jedinci s PAS na sociálních sítích v poslední době vyjadřují názor, že nejde o zmírnění symptomů, nýbrž jejich kompenzaci (např. sluchátka ve hlučných prostředích) či jejich maskování, které je prý často výsledkem traumat, která autisti za život prožili. Hlavním cílem léčby je zmírnit související deficity a rodinné potíže a zvýšit kvalitu života a funkční nezávislost. Obecně platí, že vyšší IQ koreluje s větší citlivostí na léčbu a lepšími výsledky léčby. Ačkoli intervence založená na vědeckých poznatcích se u autistických dětí v metodách liší, mnoho z nich zaujímá psychoedukační přístup ke zlepšení kognitivních, komunikačních a sociálních dovedností a zároveň minimalizování problémového chování. Existují argumenty, že nejlepší není žádná jedna léčba a že léčba se má přizpůsobit potřebám dítěte.
Intenzivní, trvale udržované programy speciálního vzdělávání a behaviorální terapie mohou v raném věku pomoci dětem získat schopnost péče o sebe sama a sociální a pracovní dovednosti. Mezi dostupné přístupy patří aplikovaná analýza chování, vývojové modely, strukturovaná výuka, řečová a jazyková terapie, terapie sociálních dovedností a ergoterapie. V rámci těchto přístupů se intervence buď zabývá komplexně autistickými rysy nebo se zaměřují na specifickou oblast deficitu. Obecně platí, že při vzdělávání osob s autismem se mohou k efektivnímu předávání informací těmto jednotlivcům používat konkrétní taktiky. Využití co největšího množství sociálních interakcí je klíčové pro cílení inhibice, kterou autistické osoby zažívají při osobním kontaktu. Výzkum navíc ukázal, že při podpoře učení může být prospěšné využití sémantických seskupení, které zahrnuje přiřazování slov typickým konceptuálním kategoriím.
U malých dětí s PAS byla zvýšená pozornost věnována rozvoji intervencí založených na vědeckých poznatcích. Dva teoretické rámce nastíněné pro intervenci v raném dětství zahrnují aplikovanou behaviorální analýzu (ABA) a vývojový sociálně-pragmatický model (DSP). Ačkoli terapie ABA má silnou důkazní základnu, zejména s ohledem na časnou intenzivní domácí terapii, její činnost může být omezena diagnostickou závažností a IQ osoby postižené PAS. Journal of Clinical Child and Adolescent Psychology považuje v raném dětství za „dobře zavedené“ dvě intervence: individuální komplexní ABA a cílenou a učiteli realizovanou ABA v kombinaci s DSP.
Dalším intervencí založenou na vědeckých poznatcích, jež prokázala účinnost, je rodičovský tréninkový model, který učí rodiče, jak využít různé techniky ABA a DSP. Byly také vyvinuty různé programy DSP, které explicitně zajišťují intervenční systémy prostřednictvím implementace v domácím prostředí.
Realizovala se též řada alternativních terapií nepodložených výzkumem. Mnoho z nich mělo za následek poškození autistů a neměly by se využívat, pokud se neprokáže, že jsou bezpečné.
V říjnu 2015 navrhla Americká akademie pro pediatrii (AAP) pro ranou intervenci u PAS u dětí mladších 3 let nová doporučení založená na vědeckých poznatcích. Tato doporučení kladou důraz na včasné zapojení jak vývojových, tak behaviorálních metod, podporu rodičů a pečovatelů a podpory pro ně a zaměřújí se jak na základní tak i související symptomy PAS.

## Epidemiologie
Nejnovější odhad amerického Centra pro kontrolu nemocí uvádí, že jedno z každých 68 dětí, tj. 14,7 na 1 000, má od roku 2010 nějakou formu PAS. Celkově se odhaduje prevalence 6 na 1 000 u poruch autistického spektra, i když se míra prevalence pro každou z vývojových poruch ve spektru liší. Prevalence autismu byla odhadnuta na 1-2 na 1 000, Aspergerův syndrom na zhruba 0,6 na 1000, dětská disintegrační porucha na 0,02 na 1 000 a PDD-NOS na 3,7 na 1 000. Tyto podíly jsou konzistentní napříč kulturami i etnickými skupinami, protože autismus je považován za univerzální poruchu.
V Česku se v roce 2017 uvádělo, že poruchami autistického spektra může trpět až 200 tisíc lidí. S lékařsky diagnostikovaným autismem zde v roce 2018 žilo 11 600 lidí a poruchy autistického spektra mělo osob mnohonásobně víc. Ty se projeví přibližně u 1 000 dětí ze sta tisíc, které se každoročně v zemi narodí, což je značně víc, než počet dětí např. s cukrovkou či Downovým syndromem.
Zatímco podíl poruch autistického spektra je konzistentní napříč kulturami, značně se liší podle pohlaví, přičemž chlapci jsou postiženi mnohem častěji než dívky. Průměrný poměr mezi muži a ženami u PAS je 4,2:1, tedy postihuje jednoho ze 70 mužů, ale pouze jednu z 315 žen. Ženy však s větší pravděpodobností mají poruchu kognitivní. U osob s PAS a mentálním postižením může být poměr pohlaví blíže 2:1. Rozdíly v prevalenci mohou být výsledkem genderových rozdílů v expresi klinických symptomů, kdy ženy s autismem vykazují méně atypické chování, a proto je méně pravděpodobné, že dostanou diagnózu PAS.

## Historie
Etiologii poruchy autistického spektra obklopují různé kontroverze. V padesátých létech se jako vysvětlení pro autismus objevila „teorie matek-ledniček“. Hypotéza byla založena na myšlence, že autistické chování pramení z emocionální frigidity, nedostatku vřelosti a chladného, vzdáleného, odmítajícího chování dítěte. Rodiče dětí s poruchou autistického spektra přirozeně trpěli vinou, výčitkami a pochybnostmi o sobě, a to zejména proto, že tato teorie byla zdravotnickými zařízeními přijata a až do poloviny šedesátých let nebyla víceméně nezpochybňována. Teorie „matek-ledniček“ byla od té doby ve vědecké literatuře dál vyvracena, včetně systematického přehledu z roku 2015, který neprokázal žádnou souvislost mezi interakcí pečovatele a jazykovými výstupy v PAS.
Další kontroverzní tvrzení naznačovalo, že autismus může způsobit hodně sledování televize. Tato hypotéza byla do značné míry založena na výzkumu naznačujícím, že rostoucí míra autismu v 70. a 80. letech byla spojována s nárůstem kabelové televize v této době.

## Společnost a kultura

### Pečovatelé
Rodiny, které se starají o autistické dítě, čelí z mnoha různých důvodů zvýšenému stresu. Rodiče mohou být diagnózou šokováni až zděšeni a může být pro ně obtížné diagnózu svého dítěte pochopit a nalézt vhodné možnosti péče. Těžké to pro ně je také emocionálně. Podle slov lékaře, jehož dvěma dětem byl diagnostikován autismus, „máte v okamžiku diagnózy pocit, že zemřely vaše naděje a sny.“
Více než polovina rodičů ve věku nad 50 let stále žije se svým dítětem, protože asi 85% lidí s PAS má potíže žít samostatně.

### Hnutí za práva autistů

Duhový symbol nekonečna Hnutí za práva autistů představuje mj. rozmanitost autistického spektra

Hnutí za práva autistů je sociální hnutí v rámci hnutí neurodiverzity, které povzbuzuje autistické lidi, jejich pečovatele a společnost, aby přijímali pozice neurodiverzity a autismus brali jako variaci ve funkcích spíše než jako poruchu, která má být vyléčena. Hnutí se zasazuje o několik cílů, včetně lepšího přijímání autistického chování, terapií, které učí autistické jedince zvládat dovednosti spíše než terapie zaměřené na napodobování chování neurotypických vrstevníků, vytváření sociálních sítí a událostí, které umožňují autistickým lidem, aby sami navazovali vztahy, a uznání autistické komunity jako menšinové skupiny.
Obhájci práv autismu a neurodiverzity věří, že spektrum autismu je genetické a mělo by být přijato jako přirozený projev lidského genomu. Tento pohled je odlišný od dvou jiných podobně odlišných pohledů:
- stanovisko, že autismus je způsoben genetickým defektem a měl by být řešen zacílením na autistický gen či geny
- stanovisko, že autismus je způsoben faktory prostředí, jako jsou vakcíny a znečištění, a mohl by být vyléčen řešením environmentálních příčin.

Toto je sice méně obvyklý pohled, ale je také v rozporu s neurodiverzitou.
Hnutí je kontroverzní; častou kritikou namířená proti autistickým aktivistům je, že mnoho lidí má Aspergerův syndrom nebo jsou jinak vysoce funkční, a proto nepředstavují názory nebo zkušenosti všech autistů. Autističtí aktivisté ovšem odmítají právě zastaralý pojem Aspergerův syndrom, i samotné dělení na "vysoce funkční" a "nízko funkční," jelikož toto dělení neodráží skutečné schopnosti a "funkčnost" těchto osob, nýbrž to, jak je jejich porucha na první pohled viditelná a kolik "obtíží" způsobuje okolí.

### Studijní výsledky
Ve Spojených státech počet studentů identifikovaných a vedených jako zasluhující si autistické služby vzrostl z 5 413 dětí v letech 1991–1992 na 370 011 dětí v akademickém roce 2010–2011. Dle výsledků výzkumu ve spojených státech amerických z března 2023 vyplývá, že každému 1 z 36 dětí ve věku 8 let je diagnostikována porucha autistického spektra (PAS), ačkoli nástup je obvykle ve věku 2 až 4 let.
Učitelé, školní psychologové a další školští profesionálové čelí s narůstajícím počtem studentů s PAS ve školách značným výzvám. Mezi ně patří rozvoj léčebných postupů, které nejlépe podporují sociální a kognitivní vývoj stále rostoucího počtu studentů s PAS. Ačkoliv existuje významný výzkum zaměřený na hodnocení, identifikaci a podpůrné služby pro děti s PAS, je zapotřebí dalšího výzkumu zaměřeného na tato témata v kontextu školy. Další výzkum vhodných podpůrných služeb pro studenty s PAS poskytne školním psychologům a dalším odborníkům v oblasti vzdělávání specifické pokyny pro prosazování a poskytování služeb, jejichž cílem je zlepšit školní výsledky studentů sPAS.
Pokusy identifikovat a používat pro studenty s autismem nejlepší intervenční postupy také představují výzvu kvůli nadměrné závislosti na populárních nebo známých intervencích a kurikulech. Některé důkazy naznačují, že ačkoliv tyto intervence fungují u některých studentů, přetrvává nedostatek specifičnosti pro jaký typ studenta, za jakých podmínek prostředí (individuální, specializovaná výuka nebo všeobecné vzdělávání) a pro které cílené potíže fungují nejlépe. Je třeba více zkoumat, jaké metody hodnocení jsou nejúčinnější pro identifikaci úrovně vzdělávacích potřeb studentů s PAS.
Problémem akademického výkonu u studentů s PAS je tendence učení zobecňovat. Učení je u každého studenta odlišné, což je stejné i u studentů s PAS. Pro studenty s odlišnými schopnostmi na jejich vyrovnání při učení se běžně využívají kompenzační pomůcky. Stávající schéma u těchto studentů pracuje různými způsoby a může být upraveno tak, aby u každého studenta co nejlépe podporovalo rozvoj vzdělávání.

### Zaměstnanost
Zaměstnání je pro lidi s autismem další výzvou. Polovina osob s autismem je nezaměstnaná a bez práce může být dokonce až třetina těchto osob s vysokoškolským vzděláním. Z lidí s autismem, kteří najdou práci, je většina zaměstnána v chráněném prostředí, kde pracují za mzdy pod národním minimem. Zatímco zaměstnavatelé uvádějí, že se zajímají o produktivitu a dohled, zkušení zaměstnavatelé osob s autismem pozitivně hodnotí jejich nadprůměrnou paměť a orientaci v detailech a vysokou míru dodržování pravidel a postupů. Přidání obsahu souvisejícího s autismem do stávajících školení o rozmanitosti může objasnit mylné představy, podpořit zaměstnance a poskytnout autistům nové příležitosti.

### Sebevražednost
Od desátých let 21. století začínají přibývat studie zkoumající nadprůměrný výskyt sebevražedných myšlenek a sebevražd u osob na autistickém spektru. Zatím nejrozsáhlejší je švédská studie z roku 2020, která zkoumala medicínské záznamy 54 000 osob s autismem, z nichž některé měly zároveň i ADHD a/nebo mentální postižení. U všech zkoumaných podskupin vědci zaznamenali zvýšené riziko sebevražedného chování oproti kontrolní skupině. U autistů s mentálním postižením bylo riziko oproti neautistům dvojnásobné. Zcela největší riziko bylo zjištěno u autistů s ADHD bez mentálního postižení, kde se o sebevraždu pokusila 1 z 10 osob (sedmkrát více oproti neautistům), z hlediska pohlaví dokonce 1 z 5 žen. U osob s PAS bez mentálního posižení byla sebevražednost obecně větší u žen. Zvýšenou míru sebevražednosti měli také příbuzní autistických osob, v porovnání s příbuznými neautistických osob.
Anglická analýza 370 dokonaných sebevražd ve dvou anglických regionech nalezla u 10 % zemřelých „důkazy zvýšených autistických rysů“, jinak řečeno možný nediagnostikovaný autismus (analýza zahrnovala i rozhovory s pozůstalými). Americký výzkum 800 autistických dětí ve věku 1-16 let ukázal rovněž znepokojivé výsledky. Sebevražedné myšlenky nebo pokusy byly zaznamenány u 14 % autistických dětí, 28krát více oproti kontrolní skupině neautistických dětí. Mezi čtyři nejrizikovější demografické skupiny patřili: chlapci, Hispánci/černoši, děti nad 10 let a nízký socioekonomický statut. Chlapci, kteří spadali do všech čtyř skupin najednou, vykazovali obrovskou míru sebevražedného chování v 71 % případů.
Za důvody zvýšené sebevražednosti u osob s PAS se dle různých zdrojů považuje: autistické maskování, častější výskyt alexitymie (neschopnost rozpoznat a popsat své emoce), vyšší výskyt nezaměstnanosti a podzaměstnanosti oproti obecné populaci, častější šikana ve škole oproti obecné populaci, vztahové či pracovní potíže, společenská izolace, vyšší výskyt psychických potíží (deprese, úzkosti) oproti obecné populaci, repetetivní vzorce myšlení spolu s nízkou kognitivní flexibilitou (tj. neschopnost nahlédnout problém z jiné perspektivy) a v neposlední řadě také nedostatek podpory.